# Dürboslar

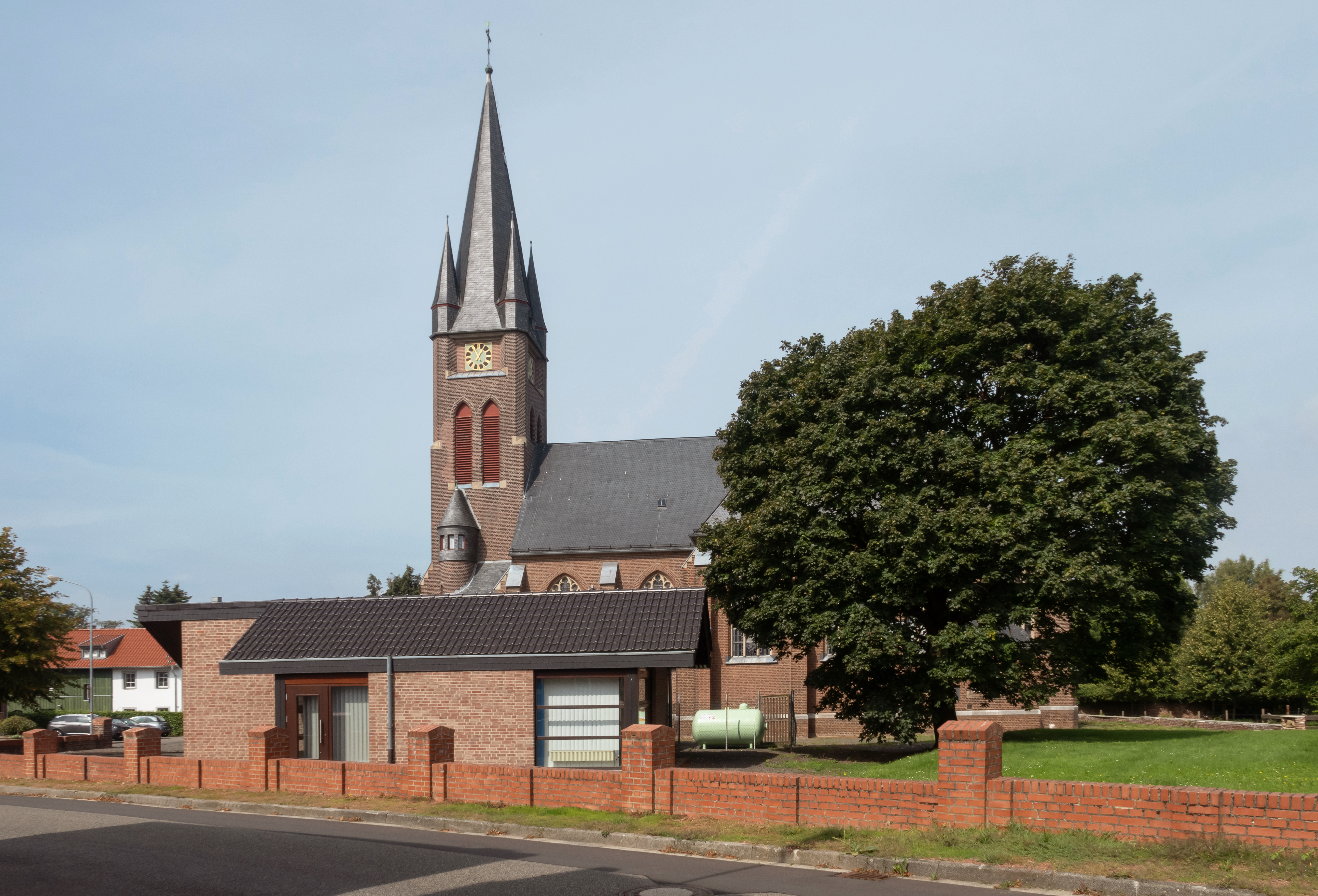
Dürboslar, Sankt-Ursula-Kirche

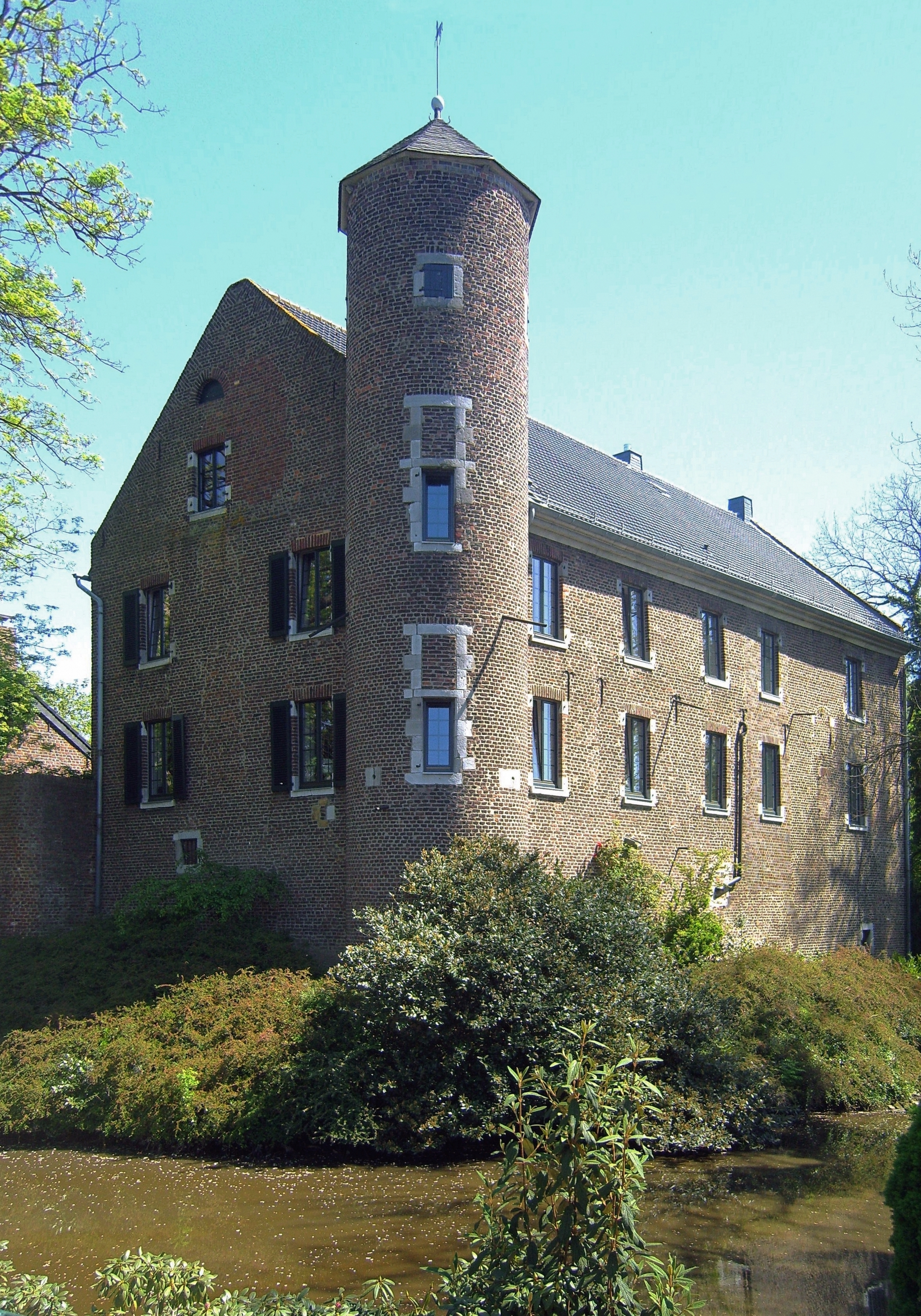
Burg Dürboslar

Dürboslar ist ein Ortsteil und ein Gemeindebezirk der Gemeinde Aldenhoven im Kreis Düren, Nordrhein-Westfalen.

## Lage
Dürboslar liegt nördlich von Aldenhoven, östlich von Siersdorf, westlich von Engelsdorf und südlich von Freialdenhoven.

## Geschichte
Dürboslar wurde 898 erstmals erwähnt. Die Wasserburg Dürboslar wurde 1478 in einer Urkunde genannt. Bis zum Ende des 18. Jahrhunderts gehörte der Ort zum Oberamt Jülich im Herzogtum Jülich. 1787 hatte Dürboslar 366 Einwohner.
Nach der Einnahme des Linken Rheinufers durch französische Revolutionstruppen (1794) gehörte Dürboslar von 1798 bis 1814 zum Kanton Linnich im Département de la Roer. Aufgrund der auf dem Wiener Kongress (1815) getroffenen Vereinbarungen kam die Region und damit auch Dürboslar zum Königreich Preußen. Die Gemeinde Dürboslar war der Bürgermeisterei Freialdenhoven im Kreis Jülich zugeordnet und von 1822 an Teil der Rheinprovinz. 1830 hatte Dürboslar 524 Einwohner.
Nach einigen Vorgängerkirchen wurde die jetzige Hallenkirche von 1904 bis 1906 erbaut. Sie wurde im Zweiten Weltkrieg nicht zerstört und ist der hl. Ursula geweiht.
Am 1. Januar 1972 wurde Dürboslar nach Aldenhoven eingemeindet.

### Wappen
| Wappen der früheren Gemeinde Dürboslar | Blasonierung: „In Rot über einem goldenen (gelben) aufgerichteten Pfeil zwei gekreuzte, mit den Spitzen nach oben gerichtete silberne (weiße) Schwerter.“                          |
| Wappen der früheren Gemeinde Dürboslar | Wappenbegründung: Das Wappen wurde 1963 vom nordrhein-westfälischen Innenminister verliehen. Es weist auf die frühe, seit 896 bestehende Verbindung des Ortes zum Stift Essen hin. |

## Verkehr
Direkt am östlichen Ortsrand verläuft die Bundesstraße 56, südlich des Ortes die Bundesautobahn 44. Durch Dürboslar führt die AVV-Buslinie 90 der ASEAG. Zusätzlich verkehrt zu bestimmten Zeiten ein Anruf-Sammel-Taxi der Rurtalbus. An Schultagen verkehren zudem die Schulbuslinien 274 und 275. 
| Linie | Betreiber | Verlauf |
| ----- | --------- | --- |
| 90    | ASEAG     | Alsdorf-Annapark – Schaufenberg – Bettendorf – Siersdorf – Dürboslar – Aldenhoven |
| 274   | Rurtalbus | (Verstärkerfahrten) Barmen Haus Overbach – Aldenhoven / Jülich / Linnich / Titz |
| 275   | Rurtalbus | (Verstärkerfahrten) Schulen Aldenhoven |
| AST   | Rurtalbus | AnrufSammelTaxi: Mo–Fr abends, Sa nachmittags/abends, So Jülich Bf/ZOB – Jülich Innenstadt – Kirchberg – Bourheim – Engelsdorf – Aldenhoven – Niedermerz – Schleiden – Siersdorf – Dürboslar – Freialdenhoven |